# Lijst van ex-eersteklassers in België
Dit is een lijst van alle Belgische voetbalclubs die minstens één seizoen in de hoogste klasse van de Belgische voetbalcompetitie speelden, maar niet langer op dit niveau spelen. De clubs worden opgesomd in omgekeerde volgorde van hun laatste aanwezigheid in Eerste Klasse. De laatste onafgebroken periode die de clubs doorbrachten in Eerste Klasse wordt aangegeven tussen haakjes.
- KV Kortrijk (2007-08 tot 2024-25)

- Beerschot VA (2024-25)

- RWD Molenbeek (2023-24)

- KAS Eupen (2016-17 tot 2023-24)

- KV Oostende (2013-14 tot 2022-23)

- RFC Seraing (167) (2021-22 tot 2022-23)
- KVRS Waasland - SK Beveren (2012-13 tot 2020-21)
- Royal Excel Moeskroen (2014-15 tot 2020-21)
- Sporting Lokeren (1996-97 tot 2018-19)
- K. Lierse SK (2010-11 tot 2014-15)
- RAEC Mons (2011-12 tot 2013-14)
- Koninklijke Beerschot Antwerpen Club (1999-00 tot 2012-13)
- KSV Roeselare (2005-06 tot 2009-10)
- Excelsior Moeskroen (1996-97 tot 2009-10)
- AFC Tubize (2008-09)
- FC Brussels (2004-05 tot 2007-08)
- KSK Beveren (1997-98 tot 2006-07)
- RAA Louviéroise (2000-01 tot 2005-06)
- K. Heusden-Zolder (2003-04)
- KFC Lommel SK (2001-02 tot 2002-03)
- KSC Eendracht Aalst (1994-95 tot 2001-02)
- RWDM (2001-02)
- KRC Harelbeke (1995-96 tot 2000-01)
- KFC Verbroedering Geel (1999-2000)
- RFC Seraing (1993-94 tot 1995-96)
- KSV Waregem (1995-96)
- RFC Liégeois (1945-46 tot 1994-95)
- FC Boom (1992-93)
- K. Beerschot VAV (1982-83 tot 1990-91)
- Racing Mechelen (1988-89 tot 1989-90)
- RC Jet de Bruxelles (1986-87 tot 1987-88)
- K. Berchem Sport (1986-87)
- KSV Waterschei Thor (1978-79 tot 1985-86)
- K. Sint-Niklase SK (1984-85)
- R. Beringen FC (1983-84)
- FC Winterslag (1976-77 tot 1982-83)
- KSK Tongeren (1981-82 tot 1982-83)
- SC Hasselt (1979-80)
- AS Oostende (1974-75 tot 1976-77)
- ROC de Charleroi (1974-75)
- R. Crossing Club de Schaerbeek (1969-70 tot 1972-73)
- R. Daring Club de Bruxelles (1959-60 tot 1968-69)
- R. Tilleur FC (1964-65 tot 1966-67)
- KFC Diest (1961-62 tot 1964-65)
- RCS Verviétois (1956-57 tot 1960-61)
- VV Patro Eisden (1960-61)
- RRC Tournaisien (1958-59)
- RC de Bruxelles (1954-55)
- K. Lyra (1953-54)
- RRC de Gand (1952-53)
- RUS Tournaisienne (1951-52)
- R. Stade Louvaniste (1949-50)
- Royal Uccle Sport (1947-48)
- White Star AC (1934-35 tot 1946-47)
- RCS La Forestoise (1942-43 tot 1946-47)
- RC Tirlemont (1937-38)
- FC Turnhout (1936-37)
- Belgica FC Edegem (1933-34 tot 1934-35)
- Tubantia FAC (1930-31 tot 1931-32)
- RFC Montegnée (1930-31)
- Léopold Club de Bruxelles (1913-14)
- ESC de Bruxelles (1908-09 tot 1912-13)
- Athletic and Running Club de Bruxelles (1896-97 tot 1904-05)
- Olympia Club de Bruxelles (1903-04)
- Skill FC de Bruxelles (1899-1900 tot 1901-02)
- Sporting Club de Bruxelles (1895-96 tot 1896-97)
- Union FC d'Ixelles (1895-96)

## Statistieken
- Lijst van voetbalclubs in België naar seizoenen in eerste klasse - geeft een overzicht van hoeveel jaren Belgische clubs reeds speelden in de hoogste afdeling